# Bosacka
Bosacka (lit. Basiukai) – mikrorejon na Litwie, w okręgu wileńskim, część Wilna.
Wschodnia część leży w dzielnicy Rossa, zachodnia natomiast na Nowym Świecie. Granicą jest droga magistralna A15 (ul. Lipowska; lit. Liepkalnio).

## Historia
W dwudziestoleciu międzywojennym zaścianek leżący w Polsce, w województwie wileńskim, w powiecie wileńsko-trockim, w gminie Rudomino. W 1931 miejscowość liczyła 14 mieszkańców, zamieszkałych w 2 budynkach.
Po II wojnie światowej w granicach Związku Sowieckiego. Od 1991 na niepodległej Litwie.